# گربه‌کوسه‌های دیو
گربه‌کوسه‌های دیو (نام علمی: Apristurus) نام یک سرده از تیره گربه‌کوسه است.